# Comportement suspect
Comportement suspect ou L'affaire Laci Peterson (The Perfect Husband: The Laci Peterson Story) est un téléfilm américain réalisé par Roger Young et diffusé en 2004.

## Synopsis
Lacie, jeune femme enceinte disparaît. La police soupçonne son mari, Scott. D'autant plus qu'on apprend qu'il a une maîtresse.

## Fiche technique
- Titre original : The Perfect Husband: The Laci Peterson Story
- Réalisation : Roger Young
- Scénario : Dave Erickson
- Photographie : James Bartle
- Musique : Patrick Williams
- Durée : 110 min
- Pays :  États-Unis

## Distribution
- Dean Cain (VF : Emmanuel Curtil) : Scott Peterson
- Sarah Brown (VF : Laurence Dourlens) : Kate Vignatti
- David Denman (VF : Lionel Tua) : Tommy Vignatti
- Dee Wallace : Sharon Rocha
- Tracy Middendorf (VF : Valérie Siclay) : Amber Frey
- G. W. Bailey (VF : Jean-Bernard Guillard) : Détective Gates
- Joe Howard : Lee Peterson
- Dan Cashman : M. Whitman
- William Cowart : Shock Jock
- Roark Critchlow : Todd Dewey
- Tom Butler : Détective Frank Ross

 Source et légende : version française (VF) sur RS Doublage et selon le carton du doublage français télévisuel.